# إلوود هاميلتون
إلوود هاميلتون هو محامي وقاضي وسياسي أمريكي، ولد في 22 فبراير 1883، وتوفي في 19 سبتمبر 1945. انتخب قاضي محكمة الاستئناف الأمريكية للدائرة الاتحادية ‏.